# Daniel Sangouma
Daniel Sangouma (São Dinis, Reunião, 7 de fevereiro de 1965) é um ex-atleta francês, praticante de corridas de velocidade. 
Foi, juntamente com Max Morinière, Jean-Charles Trouabal e Bruno Marie-Rose, recordista do mundo da estafeta 4 x 100 metros durante cerca de onze meses. A sua melhor marca nos 100 metros, 10.02 s, foi recorde de França entre 29 de junho de 1990 até 5 de julho de 2005, dia em que foi batida por Ronald Pognon.

## Recordes pessoais
Outdoor
| Prova                | Tempo   | Data                   | Local             |
| -------------------- | ------- | ---------------------- | ----------------- |
| 100 metros           | 10,02 s | 29 de junho de 1990    | Villeneuve d'Ascq |
| 200 metros           | 20,20 s | 18 de julho de 1989    | Casablanca        |
| Salto em comprimento | 7,91 m  | 14 de setembro de 1991 | Reunião           |

Indoor
| Prova                | Tempo   | Data                    | Local  |
| -------------------- | ------- | ----------------------- | ------ |
| 60 metros (em sala)  | 6,63 s  | 22 de fevereiro de 1992 | Paris  |
| 200 metros (em sala) | 20,94 s | 29 de fevereiro de 1992 | Génova |